# Разделяемая библиотека
Разделяемая библиотека или общая библиотека — это файл, который предназначен для совместного использования программами. Модули, используемые программой, загружаются из отдельных общих объектов в память, а не копируется компоновщиком, когда он копирует один исполняемый файл для программы.
Совместно используемые библиотеки могут быть статически связаны, что означает, что ссылки на библиотечные модули разрешаются, и модулям выделяется память при создании исполняемого файла. Но часто связывание разделяемых библиотек откладывается до их загрузки.
Некоторые старые системы, например, Burroughs MCP, Multics, также имеют только один формат для исполняемых файлов, независимо от того, являются ли они общими. Они имеют файлы общей библиотеки того же формата, что и исполняемые файлы. Это даёт два основных преимущества: во-первых, для каждого из них требуется только один загрузчик, а не два (наличие отдельного загрузчика приносит дополнительную сложность). Во-вторых, он также позволяет использовать исполняемые файлы в качестве разделяемых библиотек, если у них есть таблица символов. Типичные форматы комбинированных исполняемых и совместно используемых библиотек: ELF и Mach-O (оба в Unix) и PE (Windows).
В некоторых более старых средах, таких как 16-битная Windows или MPE для HP 3000, в коде с общей библиотекой допускались только данные на основе стека (локальные), или другие существенные ограничения были наложены на код разделяемой библиотеки.

## Разделяемая память
Код библиотеки может совместно быть в памяти вместе c процессами, а также на диске. Если используется виртуальная память, процессы будут выполняться в физической странице ОЗУ, которая отображается в разные адресные пространства процессов. Это имеет свои преимущества. Например, в системе OpenStep приложения часто имеют размер всего несколько сотен килобайт и быстро загружаются; большая часть их кода находилась в библиотеках, которые уже были загружены операционной системой для других целей.
Программы могут осуществлять совместное использование ОЗУ с помощью независимого кода, как в Unix, что приводит к сложной, но гибкой архитектуре. Это гарантирует, что с помощью различных приёмов, таких как предварительное отображение адресного пространства и резервирование страниц для каждой разделяемой библиотеки, имеет большую вероятность совместного использования. Третьим вариантом является одноуровневое хранилище, используемое IBM System/38 и его преемниками.
В некоторых случаях разные версии разделяемых библиотек могут вызывать проблемы, особенно когда библиотеки разных версий имеют одинаковые имена файлов, и используется для разных приложений, установленных в системе, для каждой требуется определённая версия. Такой сценарий известен как DLL hell, названный в честь Windows и OS/2 DLL. Большинство современных операционных систем после 2001 года имеют методы очистки для устранения таких ситуаций или использования «частных» библиотек для конкретных приложений.